# ديني غوردون
ديني غوردون (بالإنجليزية: Dennie Gordon)‏ هي مخرجة أمريكية، ولدت في 9 مايو 1953 في بروكلن سنتر في الولايات المتحدة.

## وصلات خارجية
- الموقع الرسمي
- ديني غوردون على موقع IMDb (الإنجليزية)
- ديني غوردون على موقع ألو سيني (الفرنسية)
- ديني غوردون على موقع ميوزك برينز (الإنجليزية)
- ديني غوردون على موقع أول موفي (الإنجليزية)
- ديني غوردون على موقع قاعدة بيانات الأفلام السويدية (السويدية)
- ديني غوردون على موقع قاعدة بيانات الفيلم (الإنجليزية)
- ديني غوردون على موقع كينوبويسك (الروسية)